# اوله پولمن
اوله پولمن (انگلیسی: Ole Pohlmann؛ زادهٔ ۵ آوریل ۲۰۰۱) بازیکن فوتبال است.

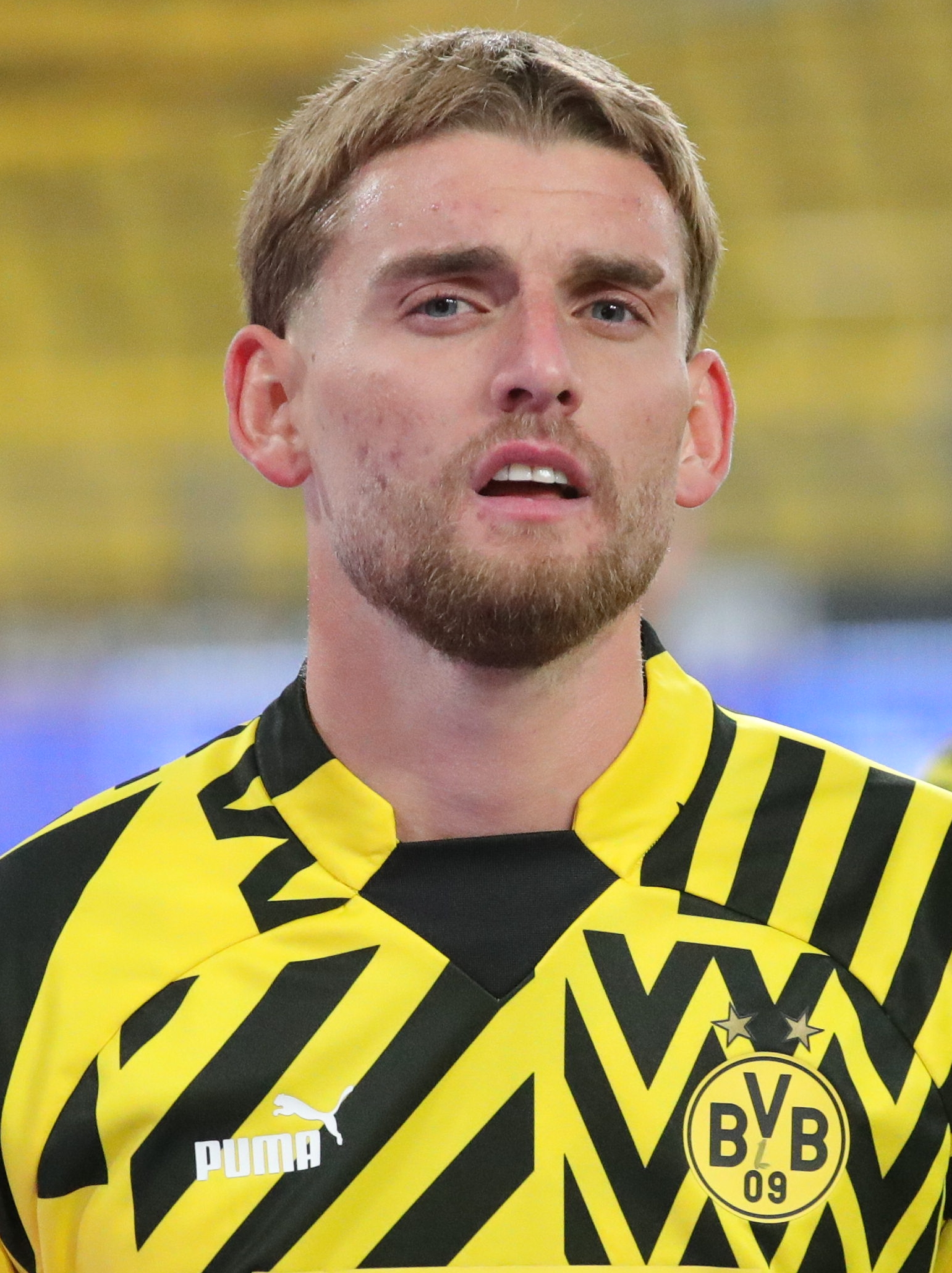
اوله پولمن - ۲۰۲۲

وی همچنین در تیم‌های ملی فوتبال جوانان آلمان، Germany national under-16 football team، جوانان آلمان، و جوانان آلمان بازی کرده‌است.